# Субретка

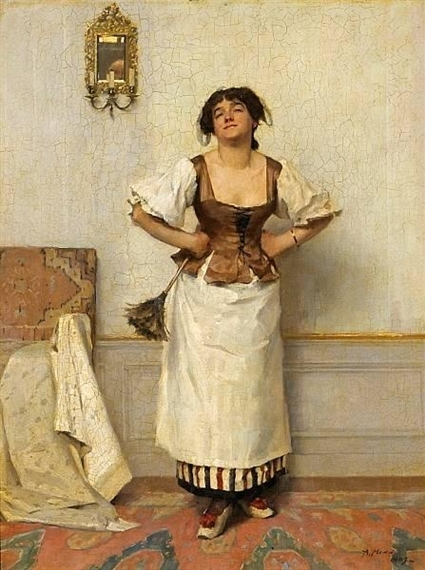
Картина Александра Манна

Субре́тка (фр. soubrette, от окс. soubreto — притворщица; итал. servetta) — актёрское амплуа: традиционный комедийный персонаж, бойкая, остроумная, находчивая служанка, помогающая господам в их любовных интригах.

## Театр
В театре субретка — комедийный персонаж, бойкая, озорная, беззаботная, кокетливая и любящая посплетничать; часто это горничная или доверенное лицо основной героини-инженю, она часто проявляет кокетливый или даже сексуально-агрессивный характер. Субретка легкомысленна, склонна к озорству и кокетству и обожает обсуждать сплетни. Она лишена дурных намерений, искушена более своих подруг и потому способна давать полезные советы. Часто помогает в любовных делах.
Несмотря на, как правило, довольно невысокое социальное положение, субретка выступает в очень важной роли в произведении, и, хотя она формально и не принадлежит к главным действующим героям сюжетной линии, фактически её роль огромна. Она устраивает (или расстраивает) личную жизнь своей хозяйки, помогает ей в решении огромного числа возникающих при этом проблем. По её оценкам зритель судит о характере её госпожи.
Субретка появилась в «комедии дель арте», часто в роли Коломбины. Оттуда она переместилась в произведения Мольера, созданные под влиянием комедии дель арте, например, Дорина в пьесе «Тартюф»(1664). Другими известными примерами являются Сюзанна в комедии П. О. Бомарше «Безумный день, или Женитьба Фигаро», Туанет в комедии Мольера «Мнимый больной», Фрозина в пьесе «Скупой»).

## Опера
В классической музыке и опере термин субретка относится как к сопрановому типу голоса, так и типу оперных ролей. Субретка — светлый голос с ярким, мелодичным тембром, тесситурой в середине диапазона и без обширной колоратуры.
Субретки в операх и опереттах:
- Alison, Сказка о бродячем школяре (Холст)
- Амур, Орфей и Эвридика (Глюк)
- Анхен, Вольный стрелок (Карл Мария фон Вебер)
- Энн Пэйдж, Виндзорские проказницы  (Николаи)
- Ауретта, Каирский гусь (Моцарт)
- Барбарина, Женитьба Фигаро (Моцарт)
- Бастьенна, Бастьен и Бастьенна (Моцарт)
- Белинда, Дидона и Эней (Пёрселл)
- Берта, Севильский цирюльник (Россини)
- Блонда, Похищение из сераля (Моцарт)
- Cis, Альберт Херринг (Бриттен)
- Клотильда, Норма (Беллини)
- Деспина, Так поступают все (Моцарт)
- Эхо, Ариадна на Наксосе (Рихард Штраусс)
- Элиза, Царь-пастух (Моцарт)
- Эмми, Альберт Херринг (Бриттен)
- Джаннетта, Любовный напиток (Доницетти)
- Хиби, Корабль Её Величества «Пинафор» (Гилберт и Салливан)
- Лиза, Марица (Кальман)
- Лиза, Великий герцог (Гилберт и Салливан)
- Лизетта, Ласточка (Пуччини)
- Мари, Der Waffenschmied (Альберт Лорцинг)
- Мари, Царь и плотник (Альберт Лорцинг)
- Марцеллина, Фиделио (Бетховен)
- Musetta, Богема (Пуччини)
- Нанетта, Фальстаф (Верди)
- Норина, Дон Паскуале (Доницетти)
- Нинетта, Притворная простушка (Моцарт)
- Ольга, Федора (Джордано)
- Оскар, Бал-маскарад (Верди)
- Папагена, Волшебная флейта (Моцарт)
- Питти-Синг, Микадо (Гилберт и Салливан)
- Сервилия, Милосердие Тита (Моцарт)
- Серпетта, Мнимая садовница (Моцарт)
- Серпина, Служанка-госпожа (Pergolesi)
- Софи, Кавалер розы (Richard Strauss)
- Стасси, Королева чардаша (Кальман)
- Сюзанна, Свадьба Фигаро (Моцарт)
- Церлина, Дон Жуан (Моцарт)